# Qurate Retail Group
Qurate Retail Group (anciennement Liberty Interactive) est une entreprise américaine spécialisée dans les médias présents sur internet. Elle est issue de Liberty Media. Elle possède notamment QVC, une entreprise spécialisée dans le télé-achat.

## Histoire
En août 2015, Liberty Interative acquiert Zulily, une entreprise de vente de vêtements en ligne, pour 2,4 milliards de dollars.
En juillet 2017, Liberty Interative annonce l'acquisition des 62 % qu'il ne détient pas encore dans Home Shopping Network (en), pour 2,1 milliards de dollars, en vue de fusionner ce dernier avec QVC. À la suite de cela, Liberty Interactive devrait vendre ses activités non liées à la vente de détail et se renommer en tant que Qurate Retail Group.